# Il mio fuoco
Il mio fuoco è un singolo del gruppo musicale italiano Articolo 31, pubblicato nel 1995 dalla Crime Squad. È il quarto estratto dall'album Messa di vespiri.

## Tracce
12"
- Lato A

1. Il mio fuoco (Ferrante Reggae Mix) – 5:25
2. Il mio fuoco (CoccoFresco Remix) – 4:31

- Lato B

1. Il mio fuoco (Scala 26 Remix) – 6:34
2. Il mio fuoco (Oratorio Mix) – 3:38

CD
1. Il mio fuoco (Ferrante Reggae Mix) – 5:36
2. Il mio fuoco (Radio Mix) – 3:43
3. Il mio fuoco (CoccoFresco Remix) – 4:34
4. Il mio fuoco (Scala 26 Remix) – 6:38
5. Il mio fuoco (Oratorio Mix) – 3:42
6. Il mio fuoco (Album Version) – 3:52